# 伊凡·斯拉齊米爾
伊凡·斯拉齊米爾（保加利亞語：Иван Срацимир，1324/25年—1397年），保加利亞第二帝國的末代沙皇，1356年至1396年在位。

## 家庭
約1356年左右，伊凡·斯拉齊米爾和表妹瓦拉幾亞的安娜結婚，兩人共有1子1女：
1. 君士坦丁（英语：Constantine II of Bulgaria）（1369年—1422年），名義上的保加利亞沙皇
2. 多蘿西亞（英语：Dorothea of Bulgaria）（？年—1390年），波士尼亞王后